# Valcabado del Páramo
Valcabado del Páramo es un lugar español perteneciente al municipio de Roperuelos del Páramo, en la provincia de León, comunidad autónoma de Castilla y León. Se encuentra a 52 km de la capital de la provincia dirección sur. Localizado en el comienzo del páramo leonés, pertenece a la cuenca del río Órbigo. Cuenta con unos 294 habitantes (2020).

## Historia

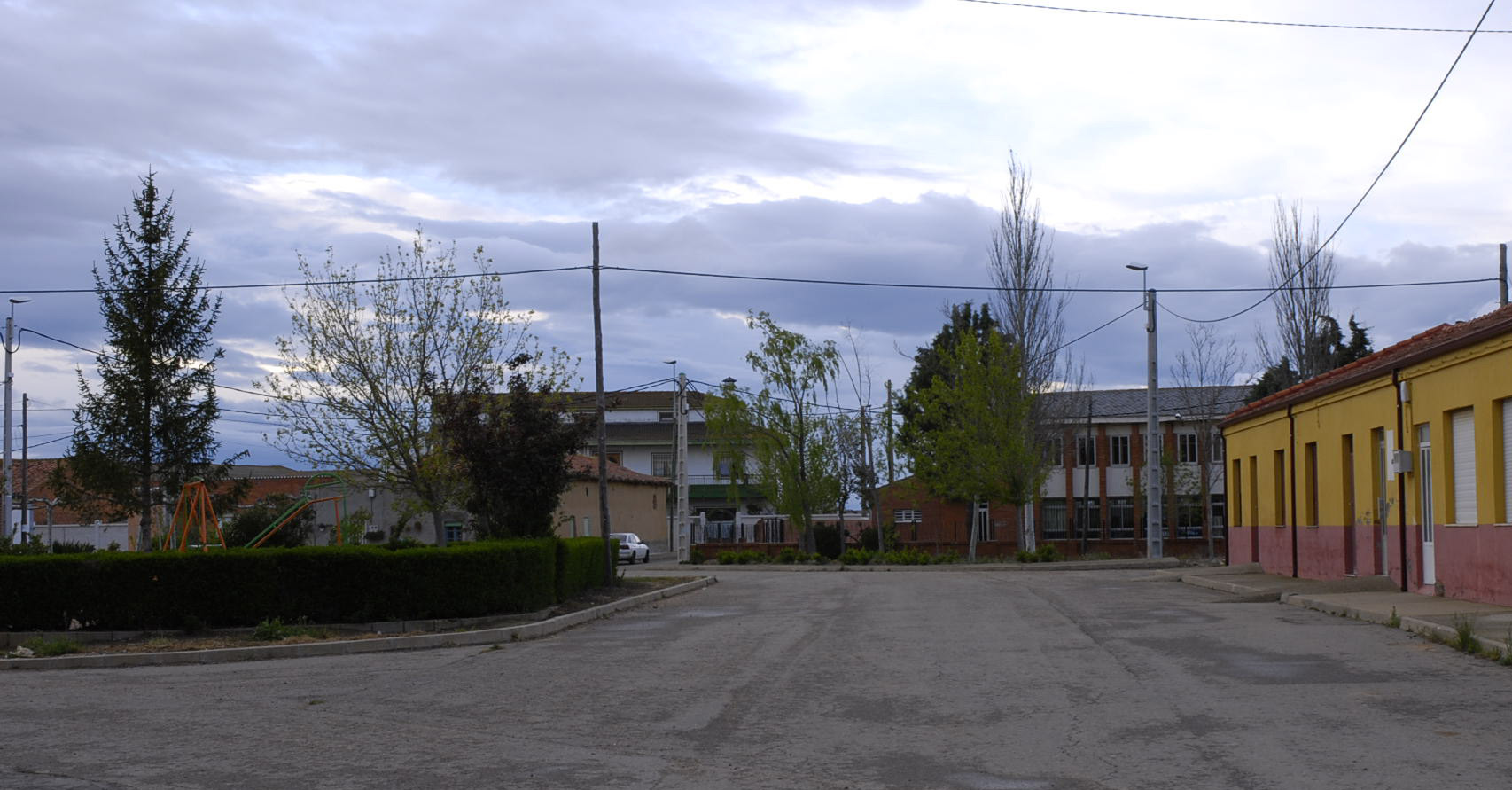
Escuela y parque

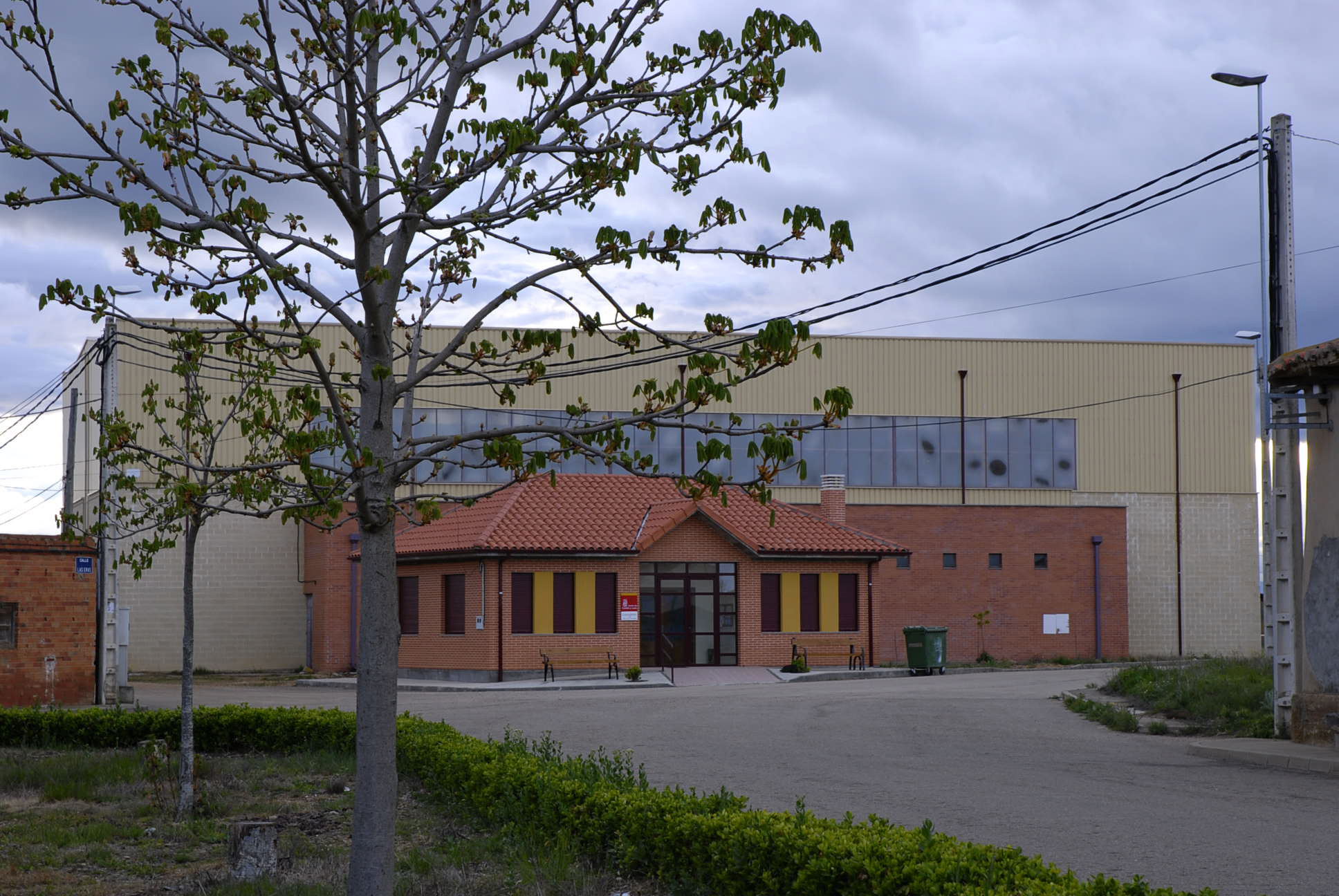
Frontón y consultorio médico

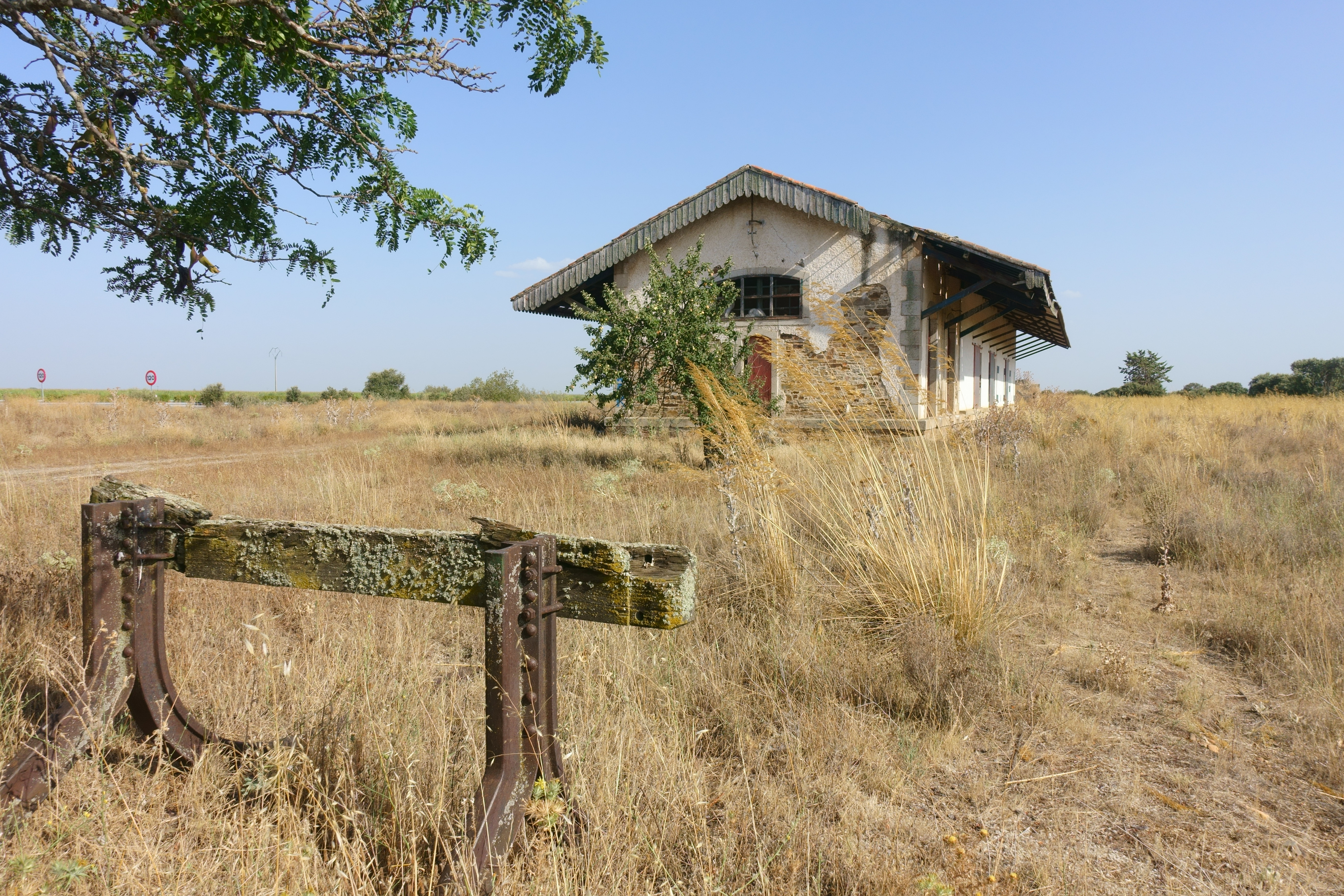
Muelle de carga de la antigua estación de ferrocarril de la línea Plasencia-Astorga

Se conoce la existencia del pueblo desde el año 956, época en que poseyó un importante monasterio mixto con más de 200 monjes y monjas bajo la adoración de Santiago Apóstol, del que no queda ya nada. Su situación estaba cerca del actual campo de fútbol del pueblo, que antiguamente fue la antigua laguna de San Esteban. Al introducir las tuberías para las aguas corrientes del pueblo, y por lo tanto la excavación de las calles, se encontraron varios restos y tumbas cerca de la antigua ubicación del monasterio, que los vecinos atribuían a los restos del antiguo cementerio de éste. Cerca de la actual iglesia de Santiago Apóstol también se encontró un pasadizo que la gente identificó con un posible paso, que, según historias y leyendas del pueblo, realizaba el recorrido desde la iglesia hasta el monasterio y la antigua casa del cura, pero nadie se atrevió a investigar, ni a introducirse por el pasadizo para ver hasta donde podía llegar. El pasadizo fue tapado, en la medida de lo posible, y actualmente no se puede ver, aunque sigue estando ahí. 
Del nombre no se sabe exactamente su procedencia, aunque podemos encontrar principalmente dos historias; la primera dice que el nombre procede de la unión de valle y de cavado, la otra dice que el nombre procede de valle y de acabado. Estas dos posibilidades hacen que la ortografía en el nombre del pueblo no sea muy clara, y que se puedan encontrar así denominaciones como: Valcavado, Valcabado, Balcabado o Balcavado (sobre todo las dos primeras). En el uso de los habitantes suele destacar Valcabado, siendo además esta la opción con más peso lógico por la situación orográfica del lugar.
Otra de las cosas destacables de este pueblo es su iglesia del siglo XVI, que cuenta con un artesonado de estilo mudéjar, que aparece citado en varios escritos como uno de los destacables de la provincia de León y de la Vía de la Plata, entre otros, pero se encuentra en muy mal estado de conservación. Otra de sus piezas más destacadas es el Cristo del siglo XIII, de estilo gótico, traído de uno de los antiguos monasterios que hubo en la localidad. También sobresale una virgen románica del siglo XII, y el altar mayor en honor al patrón de la iglesia, Santiago Apóstol, que es de estilo barroco, del siglo XVIII.

## Demografía
| Gráfica de evolución demográfica de Valcabado del Páramo entre 2000 y 2020 |
|                                                                            |
| Población de derecho (2000-2020) según el padrón municipal del INE         |

## Patrimonio
Ermita de Santo Tirso
En este pueblo y compartida con los pueblos de Altobar de la Encomienda y Navianos de la Vega existía entre el límite de los 3 una pequeña ermita en honor a Santo Tirso, la fiesta en honor a este santo se realizaba el día 27 de mayo en el que gente de los tres pueblos, de la comarca e incluso de la provincia se acercaban a la ermita, no solo para venerar al santo, sino también por la juerga, fiesta y convite que se celebraría después, incluso tenía un dicho que ha quedado en la memoria de los habitantes de esta zona:"Vengo de Santo Tirso, vengo mojado, con la manta del burro, vengo tapado". Esta fiesta fue desapareciendo con el paso de los años y la ermita se fue cayendo, hasta tal punto que decidieron tirarla para vender el solar, donde actualmente hay una nave agrícola. Durante la demolición los vecinos de los tres pueblos encontraron una sorpresa que no se esperaban, varios emparedados. Como siempre se había dicho que la administración religiosa de la ermita pertenecía a Altobar y la Civil a Valcabado esos emparedados ahora se encuentran en el antiguo cementerio del pueblo al lado de la iglesia.
Gracias a la reunión de las juntas vecinales de los 3 pueblos en el año 2012 se recupeó la romería, la cual cada año se celebra en uno de los 3 pueblos. Actualmente no se realiza el recorrido con una talla del santo sino que se lleva un estandarte con su imagen y varios pendones de la región. Una vez que se realiza el recorrido pertinente se le canta una comedia al santo, es como una especie de canto en su honor en la que se habla los milagros que se le atribuyen, después se pasa al convite al festejo y al baile.

## Tradiciones
Valcabado es portador de dos tradiciones importantes, una más diferenciadora que la otra en su entorno. Ambas tradiciones incorporan la participación popular y se refieren sobre todo al reparto de comida y dulces.

### Bodas
Aunque no existen documentos que indiquen cuándo se iniciaron estas costumbres, hoy en día se sigue respetando la tradición. 
En los casamientos, tras la ceremonia oficial y católica todos los habitantes del pueblo están convidados. Hombres y mujeres, jóvenes y adultos realizaban, desde siempre, diferentes rituales. Los hombres adultos son invitados por el padre de la novia a tomar pan, chicharros en escabeche y vino. Este último se sirve en una jarra grande que los hombres se van pasando para compartir entre todos. Las mujeres acompañan a la novia, ella reparte un dulce tradicional: una rosca glaseada. Los jóvenes, pero no todos, sólo los que dentro del año de la cumplen a mayoría de edad son obsequiados con un gran pastel de merengue. Es la madrina de la boda la encargada de entregar el pastel a los quintos y son los jóvenes quienes se encargan de partir y repartir ese dulce.
Hoy en día estas tradiciones, que en un pasado diferenciaban claramente entre sexos, cada vez distinguen menos. En las ceremonias de los últimos años es habitual encontrar un reparto por igual entre hombres y mujeres de vino, pan y chicharro o roscas. Cosa diferente es el pastel de merengue: este aún se sigue entregando a los quintos y siguen siendo ellos los responsables de su partición y repartición.
También se conserva la tradición del "piso" que es una cantidad de dinero simbólica que el novio tiene que pagar a los quintos por casarse con una moza del lugar, esta se realiza solo si el novio no es del pueblo.

### Bautizos
Tradicionalmente y desde siempre en Valcabado los Bautizos son un elemento de participación social, todo el pueblo acompaña a los padres y familiares del niño a bautizar. Tras la ceremonia padres, padrinos, abuelos y demás familiares directos de la criatura lanzan kilos y kilos de dulces: caramelos, chicles, chupachups… que son recogidos por los asistentes. Esta tradición que en un principio congregaba únicamente a los niños del pueblo, la escasez de nuevos nacimientos ha llevado a que incorporen o reincorporen en la recogida de los caramelos desde niños pequeños hasta personas de edad provecta.

## Fiestas
En Valcabado encontramos tres periodos festivos:
- Traslación de Santiago Apóstol 30, 31 de diciembre y 1 de enero
- Corpus Cristi (que varía dependiendo de la Semana Santa de cada año)
- Santiago Apóstol o Santiago el Mayor 24, 25 y 26 de julio

De estas tres festividades en la actualidad sólo se celebra la de julio. El resto han dejado de festejarse principalmente por la falta de juventud.
En Santiago Apóstol la participación popular es uno de los elementos esenciales. Los encargados de organizar y preparar todas las actividades son los quintos (aquellos jóvenes que entre enero y diciembre cumplen los 18 años, ya sean chicos o chicas). Las actividades más destacadas son los juegos infantiles, gymkhanas, concursos de repostería, tours ciclistas, torneos de frontenis, torneos de pelota mano, torneos de cartas, exposiciones, bailes folclóricos, verbenas y recientemente, actuaciones humorísticas de algunos de los oriundos y veraneantes del pueblo. Ha caído en desuso el encierro de vaquillas que hace unos años era la actividad que más público concentraba.
Los quintos necesitan dinero para conseguir llevar a cabo todas las actividades y para otorgar los diferentes premios. Desde principios de julio todos reunidos deciden que estrategia seguir para financiar las fiestas. Los ciudadanos aportan una parte, la junta vecinal y el ayuntamiento otra, el resto lo consiguen por medio de entidades privadas que a cambio de publicidad aportan diferentes cantidades.
Los factores demográficos que ponen en peligro la tradición de los quinto inicialmente se palío incorporando a las "quintas" y es probable que si se liman las asperezas con otras pobleciones del municipio se pudieran unificar los festejos.
Las vacaciones de la segunda quincena de julio propicia que en esta fiesta el número de habitantes se multiplique por dos, de ahí que esta fiesta sea la más importante.